# ヤママユ
ヤママユ（𧔝、Antheraea yamamai）は、チョウ目ヤママユガ科に分類されるガの一種である。ヤママユガ（山繭蛾）、テンサン（天蚕）ともいう。
日本在来の代表的な野蚕で、北海道から沖縄にかけて分布し、人里近くの広葉樹林に生息している。

## 概要
ヤママユガ科のガの成虫は口が完全に退化しており、蛹化以降は一切の食餌を摂らずに幼虫時に蓄えた栄養だけで生きる。
前翅長は70 - 85mmと翅は厚く大きい。4枚の翅には、それぞれ1つずつ大きな黄茶色で目玉状の模様がある。幼虫はブナ科のナラ、クヌギ、コナラ、クリ、カシ、カシワ、ミズナラなどの葉を食べる。年1回の発生で、出現期は8 - 9月頃。卵の状態で越冬する。
幼虫は緑色で4回の脱皮を経過して熟蚕となり、鮮やかな緑色をした繭を作る。繭一粒から得られる糸は長さ約600 - 700m、1000粒で約250 - 300g程度の絹糸が採取される。この糸は「天蚕糸」と呼ばれる。

## 分類
現在、日本産は、以下の3亜種に区分される。
- 原名亜種　A. y. yamamai　-　本州から九州、屋久島まで分布。北海道に分布する個体は北海道亜種　A. y. ussuriensis とされていたが、現在は原名亜種に含めるようになっている[3]。

- 奄美亜種　A. y. yoshimotoi　-　奄美大島に分布。食樹はスダジイ。[4]成虫は７月から現れる。

- 沖縄亜種　A. y. yambaru　-　沖縄島。従来、奄美大島産とともに奄美・沖縄亜種とされていたが、2020年に別亜種とされた。[5]

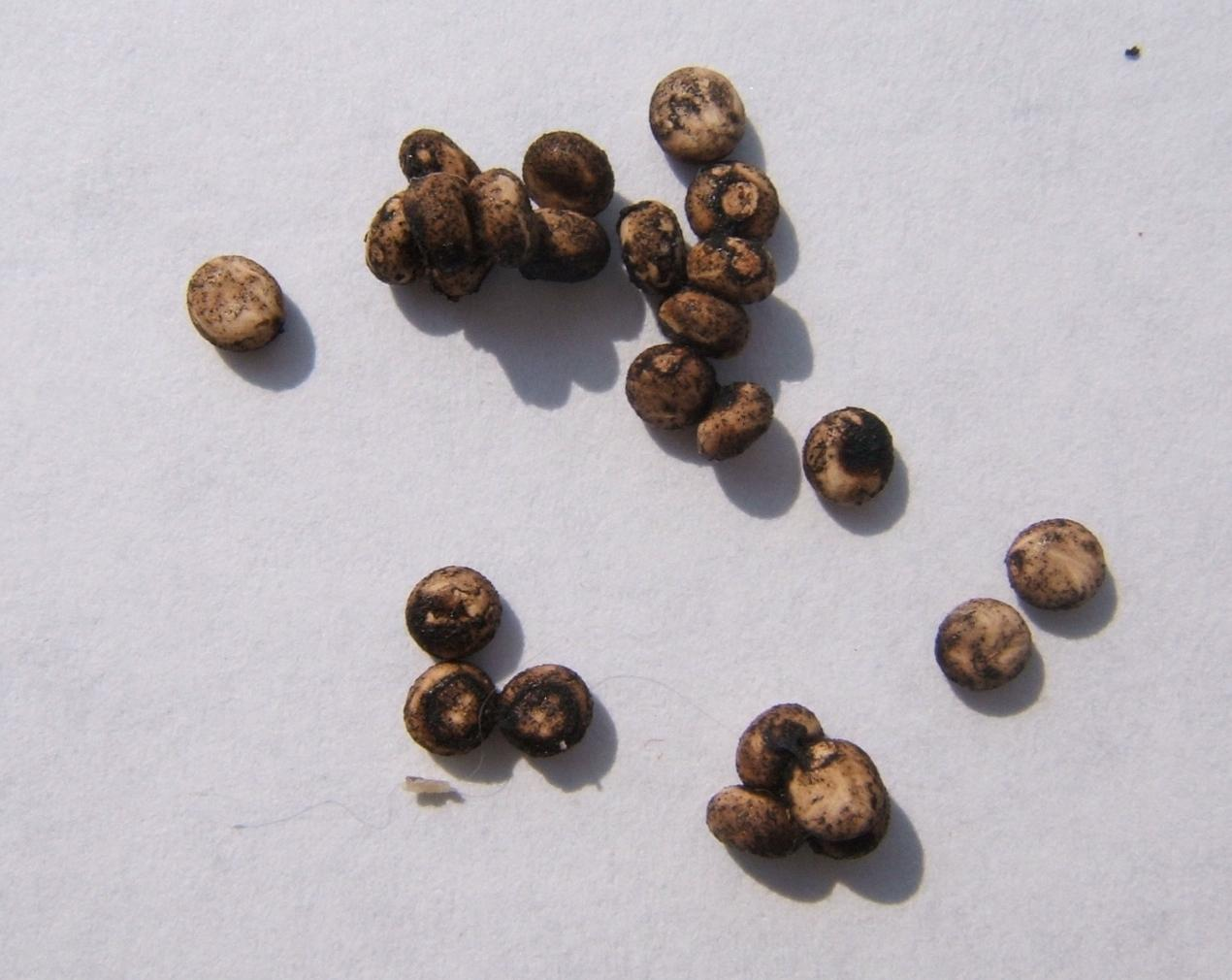
卵
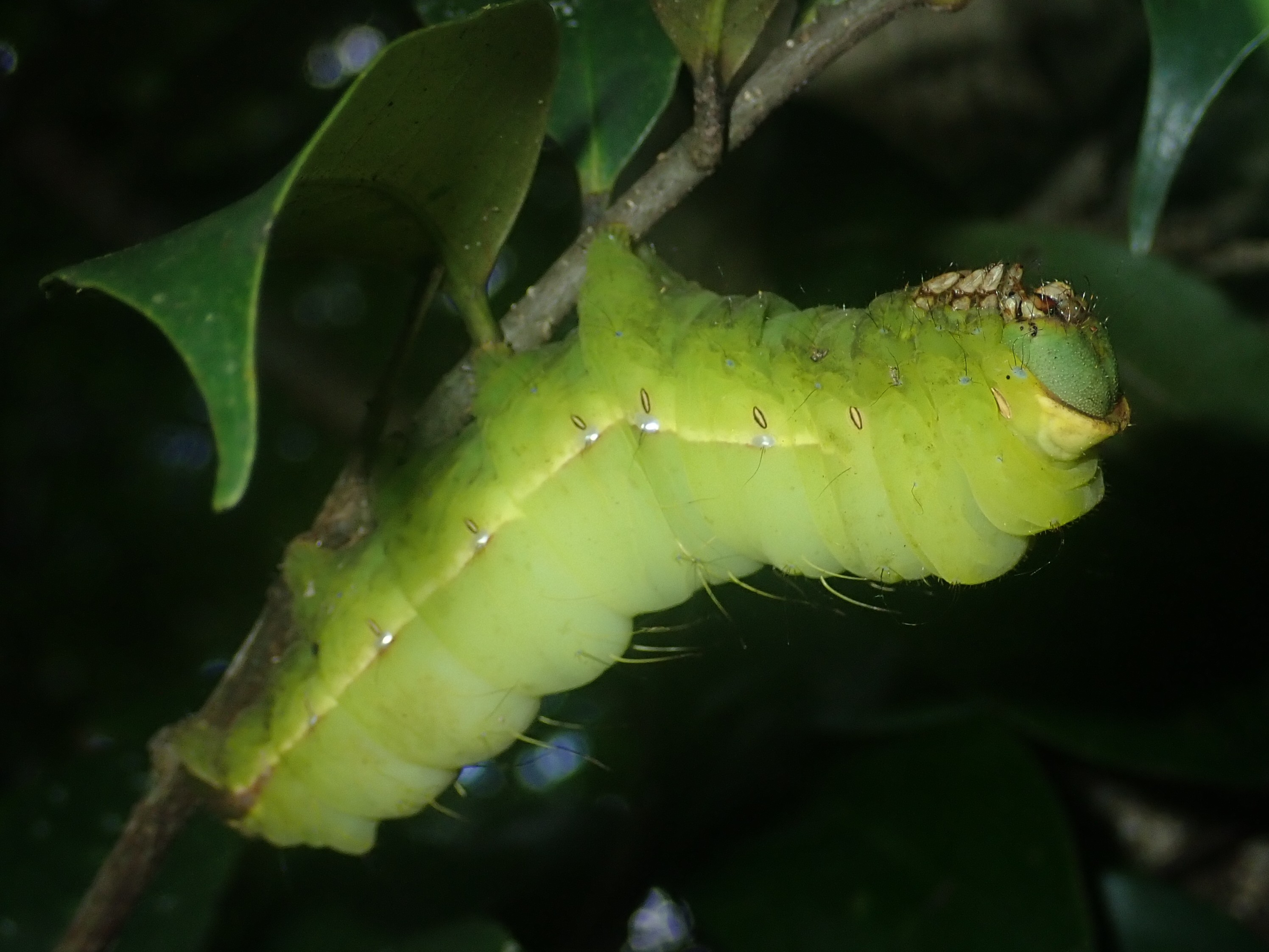
幼虫（奄美亜種）
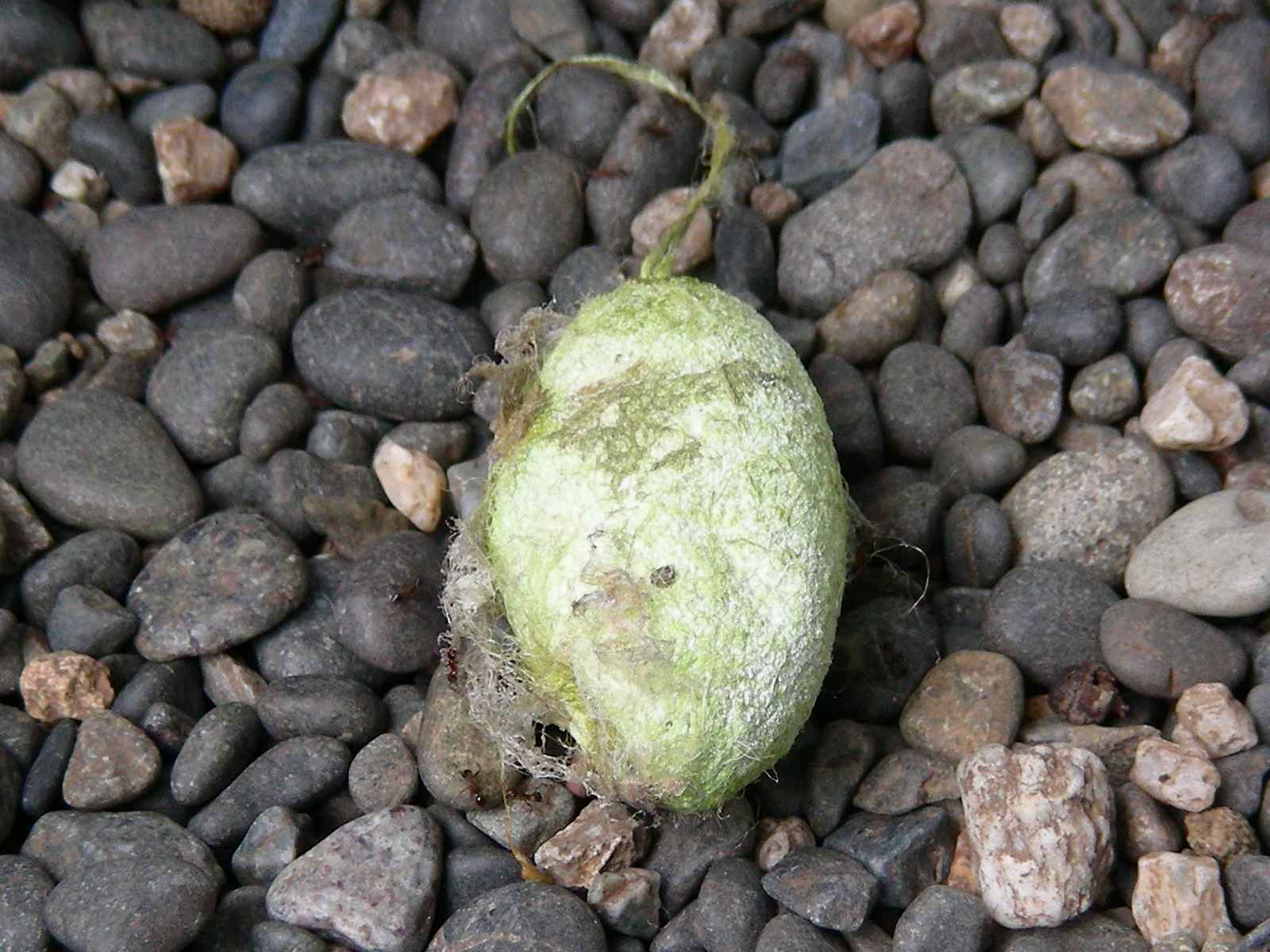
繭
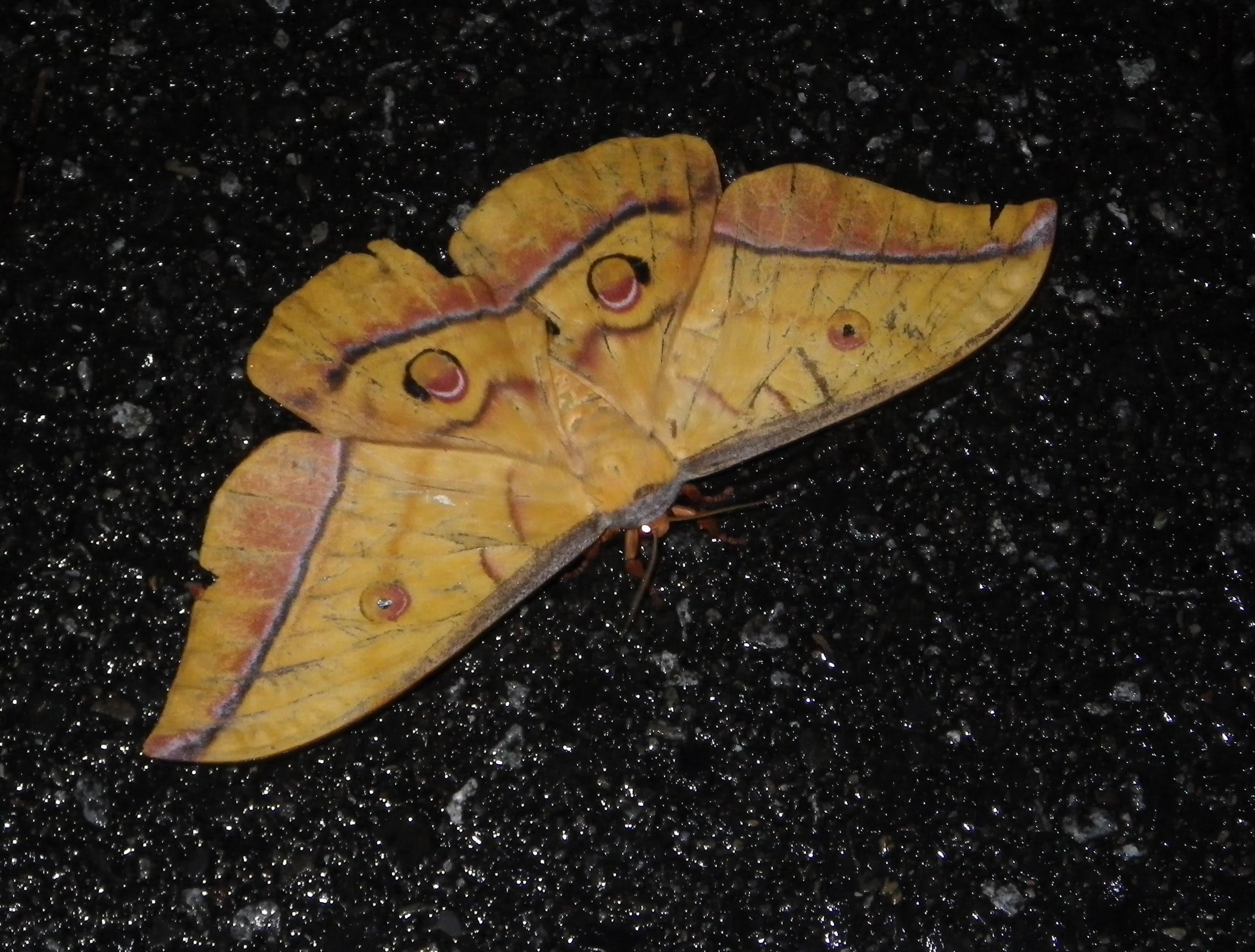
ヤママユ ♀（奄美亜種）